# Kanton Beauvoir-sur-Mer
Der Kanton Beauvoir-sur-Mer war von 1790 bis 2015 ein französischer Wahlkreis im Arrondissement Les Sables-d’Olonne, im Département Vendée und in der Region Pays de la Loire; sein Hauptort war Beauvoir-sur-Mer.

## Gemeinden
Der Kanton Beauvoir-sur-Mer bestand aus vier Gemeinden:
| Gemeinde         | Einwohner Jahr | Fläche km² | Bevölkerungsdichte | Code INSEE | Postleitzahl |
| ---------------- | -------------- | ---------- | ------------------ | ---------- | ------------ |
| Beauvoir-sur-Mer | 3.942 (2013)   | 35,19      | 112 Einw./km²      | 85018      | 85230        |
| Bouin            | 2.165 (2013)   | 51,31      | 42 Einw./km²       | 85029      | 85230        |
| Saint-Gervais    | 2.476 (2013)   | 41,90      | 59 Einw./km²       | 85221      | 85230        |
| Saint-Urbain     | 1.754 (2013)   | 16,39      | 107 Einw./km²      | 85273      | 85230        |

## Bevölkerungsentwicklung
| 1962 | 1968 | 1975 | 1982 | 1990 | 1999 | 2010   |
| ---- | ---- | ---- | ---- | ---- | ---- | ------ |
| 6721 | 6939 | 7182 | 7468 | 7712 | 8059 | 10.056 |